# Wymysłów (powiat włoszczowski)
Wymysłów – wieś w Polsce, położona w województwie świętokrzyskim, w powiecie włoszczowskim, w gminie Włoszczowa
| SIMC    | Nazwa    | Rodzaj     |
| ------- | -------- | ---------- |
| 0278818 | Michałów | przysiółek |

W latach 1975–1998 wieś należała administracyjnie do województwa kieleckiego.
Wieś była dobrami  pobliskiego folwarku Nieznanowice.